# تینو گراسیا
تینو گراسیا (اسپانیایی: Tino García‎؛ ‏ ۲۵ مهٔ ۱۹۳۵ – ۲۶ سپتامبر ۲۰۱۵) بازیگر و کمدین اهل نیکاراگوئه و پورتوریکو بود.
از فیلم‌ها یا برنامه‌های تلویزیونی که وی در آن نقش داشته است می‌توان به  موزها (انقلابی قلابی) اشاره کرد.